# Orzech
Orzech [ˈɔʐɛx] é uma aldeia do distrito administrativo da Comuna de Świerklaniec, no condado de Tarnowskie Góry, voivodia da Silésia, no sul da Polônia. Fica a aproximadamente 2 quilômetros a oeste de Świerklaniec, 6 km a leste de Tarnowskie Góry, e 21 km ao norte da capital regional Katowice. Os primeiros registos sobre Orzech encontram-se no livro paroquial da igreja de St. Margaret em Bytom e data de cerca de 1224.